# Happy Birthday (Pete Townshend e Ronnie Lane)
Happy Birthday è un album in studio collaborativo di Pete Townshend e Ronnie Lane, pubblicato nel 1970.
Si tratta di un album tributo a Meher Baba.

## Tracce
Side 1
1. Content
2. Evolution
3. Day of Silence
4. Alan Cohen Speaks
5. Mary Jane
6. Alan Cohen Speaks
7. The Seeker

Side 2
1. Begin the Beguine
2. With a Smile Up His Nose They Entered
3. The Love Man
4. Meditation